# Station Boulogne-Tintelleries
Station Boulogne-Tintelleries is een spoorwegstation in de Franse gemeente Boulogne-sur-Mer.
Het oorspronkelijke stationsgebouw voor reizigers uit 1893 is nog steeds in gebruik.